# 20898 Fountainhills
20898 Fountainhills este un asteroid din centura principală de asteroizi.

## Descriere
20898 Fountainhills este un asteroid din centura principală de asteroizi. A fost descoperit pe 30 noiembrie 2000 la Fountain Hills (Arizona) de Charles W. Juels. Asteroidul prezintă o orbită caracterizată de o semiaxă mare de 4,23 ua, o excentricitate de 0,47 și o înclinație de 45,5° în raport cu ecliptica.